# Karel Pařík
Karel Pařík, noto in bosniaco come Karlo Paržik, (Jičín, 4 luglio 1857 – Sarajevo, 16 giugno 1942) è stato un architetto ceco con cittadinanza austro-ungarica e jugoslava che passò la maggior parte della sua vita a Sarajevo, dove progettò oltre settanta edifici importanti.

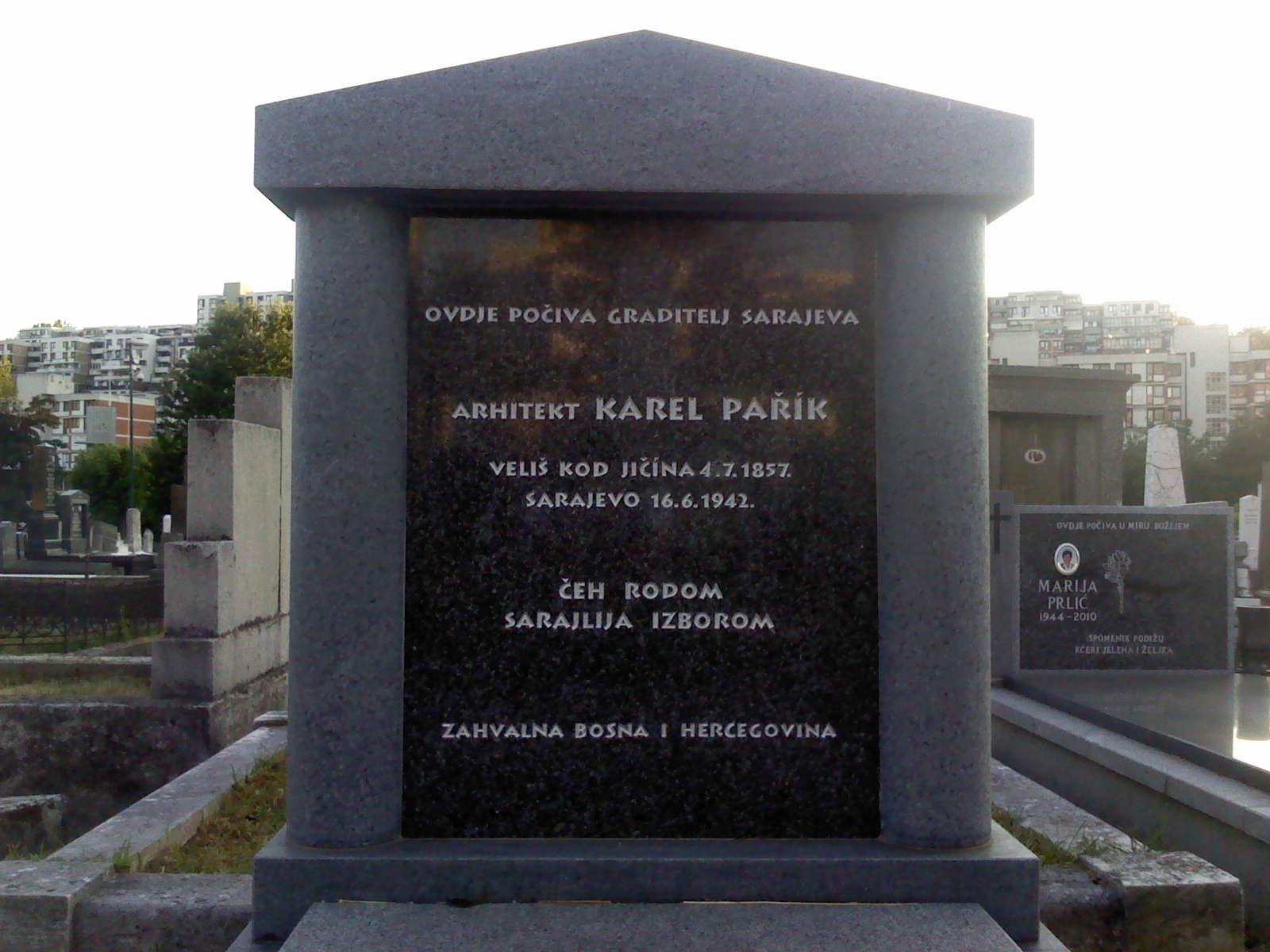
Tomba di Pařík a Sarajevo: "Qui riposa il costruttore di Sarajevo. Ceco di nascita, sarajevese per scelta - La Bosnia Erzegovina riconoscente".

Nato vicino a Jičín nel 1857, Pařík si trasferì a Sarajevo all'età di 26 anni, dopo l'annessione austro-ungarica della Bosnia ed Erzegovina. Ha progettato circa 150 edifici in Bosnia, di cui 70 a Sarajevo. Oggi ospitano importanti istituzioni di Sarajevo come il Museo Nazionale della Bosnia ed Erzegovina, il Teatro nazionale di Sarajevo, la Facoltà di Teologia Islamica, la Sinagoga di Sarajevo, la sede del governo e varie scuole.
Pařík combatté per il mantenimento delle parti storiche di Sarajevo e propose la costruzione di nuove parti della città lontano dalla città vecchia. Karel Pařík ha posto il suo marchio personale e ha dato un grande contributo all'urbanizzazione di Sarajevo e della Bosnia ed Erzegovina durante l'impero austro-ungarico. È sepolto a Sarajevo.

## Opere principali
- Hotel Europe - Karel Pařík ha anche progettato uno dei primi hotel moderni di Sarajevo, l'Hotel Evropa, inaugurato il 12 dicembre 1882. Per 110 anni questo è stato l'hotel più spazioso di Sarajevo, dalla sua apertura fino alla sua distruzione 1 agosto 1992. Molti poeti, pittori e artisti di tutti i tipi e politici hanno soggiornato in questo hotel durante l'impero austro-ungarico, il regno di Jugoslavia e più tardi ai tempi della Repubblica Socialista Federale di Jugoslavia. L'hotel è stato ricostruito e riaperto ufficialmente il 12 dicembre 2008 per il suo 126º anniversario.
- Facoltà di studi islamici - Tra i primi progetti di Pařík c'era la scuola sciariatica di Sarajevo, costruita nel 1887 in un ricco stile decorativo neomoresco con elementi e dettagli raccolti da varie scuole d'arte islamiche regionali. Dal 1949 il palazzò ospitò il Museo della città di Sarajevo, che conteneva collezioni archeologiche, storiche, etnografiche e d'arte. Oggi questo edificio è usato come Facoltà di Scienze Islamiche dell'Università di Sarajevo.
- Museo Nazionale della Bosnia ed Erzegovina - L'edificio del Museo Nazionale è una delle opere più significative di Karel Pařík a Sarajevo. Il museo fu fondato nel 1885 e fu aperto al pubblico il 1 marzo 1888. L'edificio è composto da 4 padiglioni uniti da una terrazza e da un giardino botanico nel centro. L'intero edificio del Museo Nazionale è stato costruito in stile neo-rinascimentale e la sua costruzione è durata fino al 1913.
- Biblioteca nazionale ed universitaria di Bosnia ed Erzegovina (Vijecnica) - Nel 1891, Pařík lavorò a un altro importante edificio in stile neomoresco. Pařík non volle accettare la richiesta del governatore Benjamin Kallay di renderlo molto ampio e pertanto il progetto di Pařík fu respinto. La costruzione fu affidata ad Alexander Wittek che fu ispirato dall'uso della moschea di Kemal II al Cairo. Dopo la morte di Wittek, la costruzione fu completata sotto la supervisione di Čiril Iveković nel 1896. Tuttavia, l'edificio fu costruito nello stile originariamente concepito da Karel Pařík. Durante il periodo della Jugoslavia questo edificio ha funzionato come Biblioteca Nazionale e Universitaria della Bosnia ed Erzegovina. Durante la guerra in Bosnia degli anni '90 l'edificio fu distrutto e la ricostruzione fu completata nel 2014.
- Landesbank - Originariamente questo edificio ospitava il Grand Hotel (Union Hotel). Dopo la seconda guerra mondiale l'hotel era conosciuto come Landesbank (Zemaljska banka - Banca nazionale), poi come sede del servizio di contabilità sociale, e oggi ospita il Dipartimento di elaborazione dei pagamenti. L'edificio fu costruito nel 1893 e l'hotel fu inaugurato nel 1895. Fu progettato da Karel Pařík e dal suo collega Josip Vancaš. La facciata fu costruita nello spirito del primo Rinascimento e nel 1946 il monumento della Fiamma Eterna fu aggiunto davanti all'ingresso principale. La fiamma funge da monumento commemorativo per i liberatori di Sarajevo e vittima del fascismo, caduti durante la seconda guerra mondiale.
- Accademia di Belle Arti - L'attuale Accademia di Belle Arti ospitava originariamente la Chiesa Evangelica. Era l'unica chiesa evangelica costruita durante il governo austro-ungarico e fu costruita nel 1899. Il design di Pařík si ispirò allo stile romanico-bizantino. Nel 1911 furono completate le ali aggiuntive dell'edificio.
- Sinagoga ashkenazita - Durante il condominio austro-ungarico le comunità ebraiche sefardite e ashkenazite vivevano fianco a fianco a Sarajevo. La comunità ashkenazy arrivò a Sarajevo dopo il 1878 e iniziò a costruire una sinagoga nel 1901. La forma del tempio è ingioiellata con cupole angolate su grandi "tamburi" e ricoperta di decorazioni neomoresche. Durante la costruzione sono state apportate modifiche da Pařík e l'edificio è stato completato nel 1902.

Tra le molte opere di Karel Pařík, una coppia che spicca particolarmente sono anche l'edificio della Facoltà di Diritto a Sarajevo, la Chiesa di San Giuseppe, la Banca Nazionale, Marijin Dvor e molti altri edifici a Sarajevo.

## Galleria d'immagini

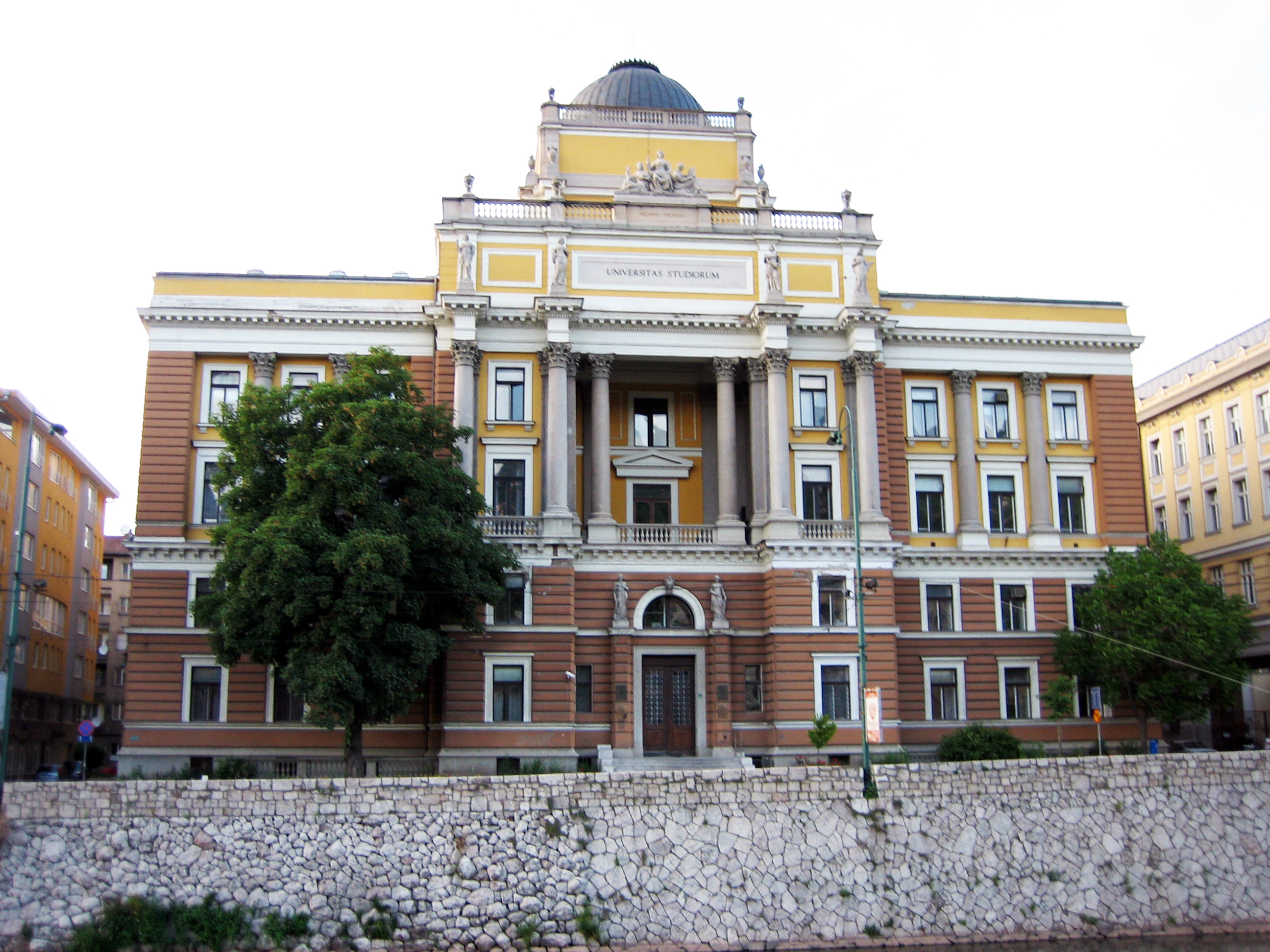
Facoltà di Legge (oggi Rettorato dell'Università di Sarajevo)
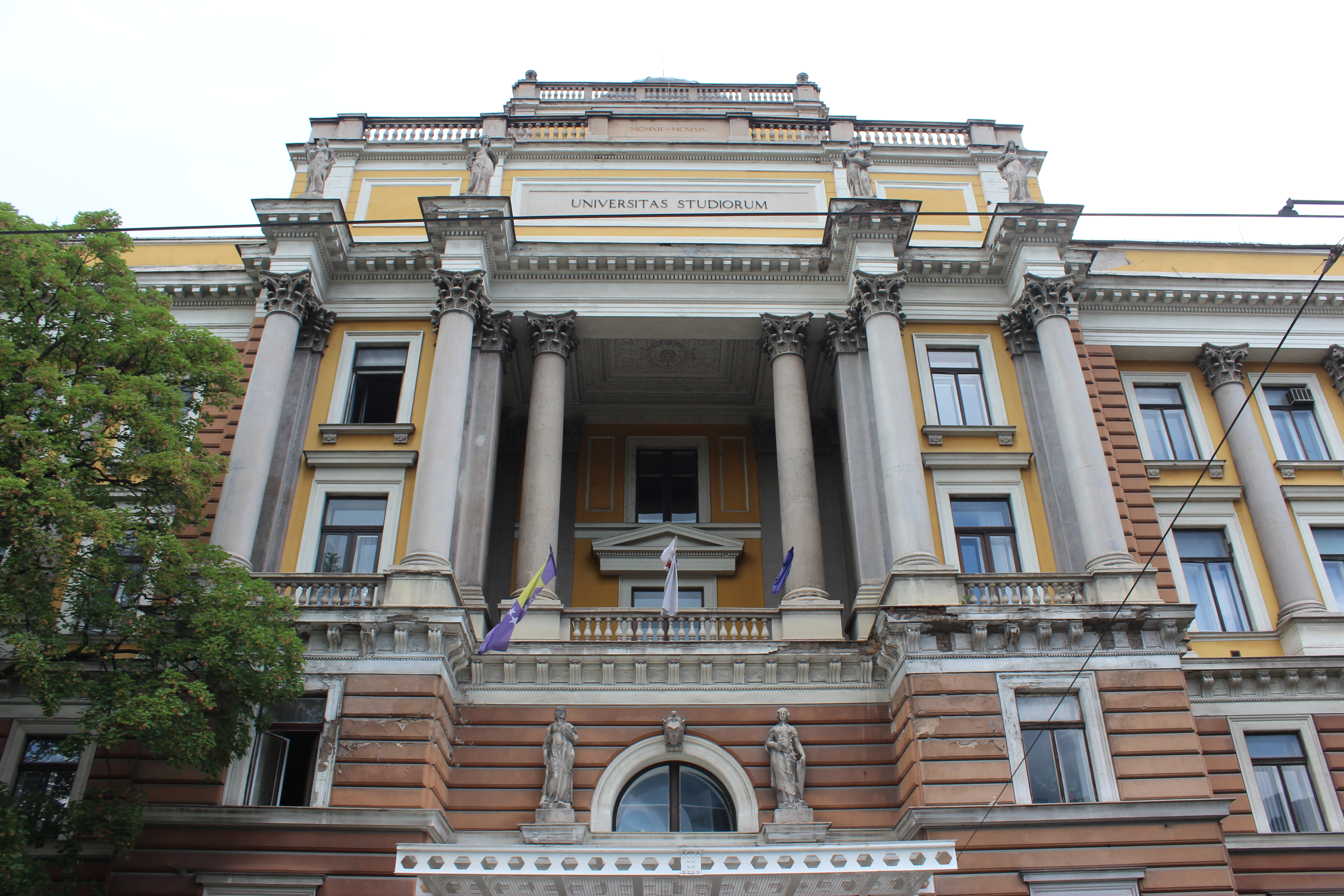
Ingresso della Facoltà di Legge
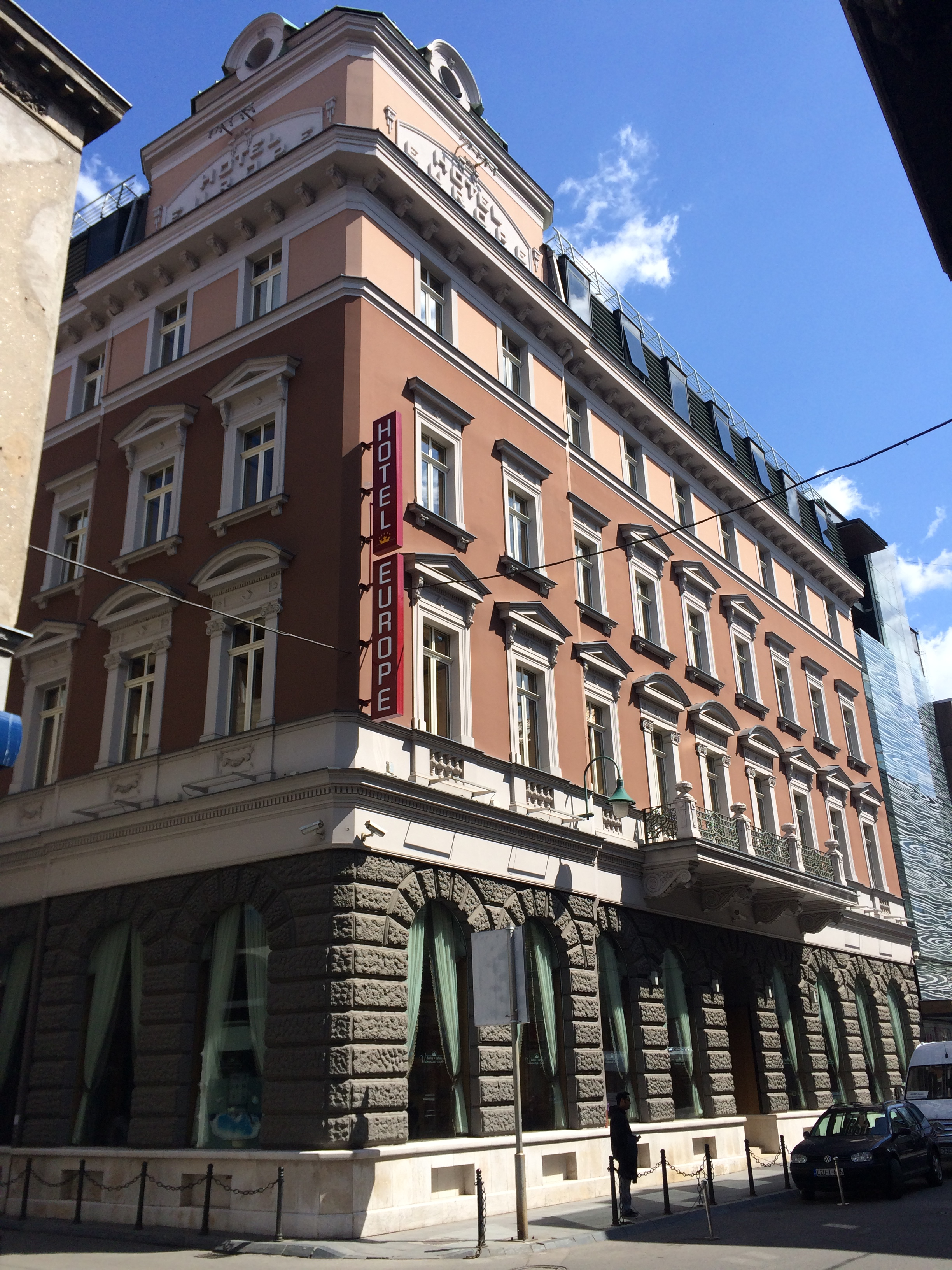
Hotel Europe (1882)
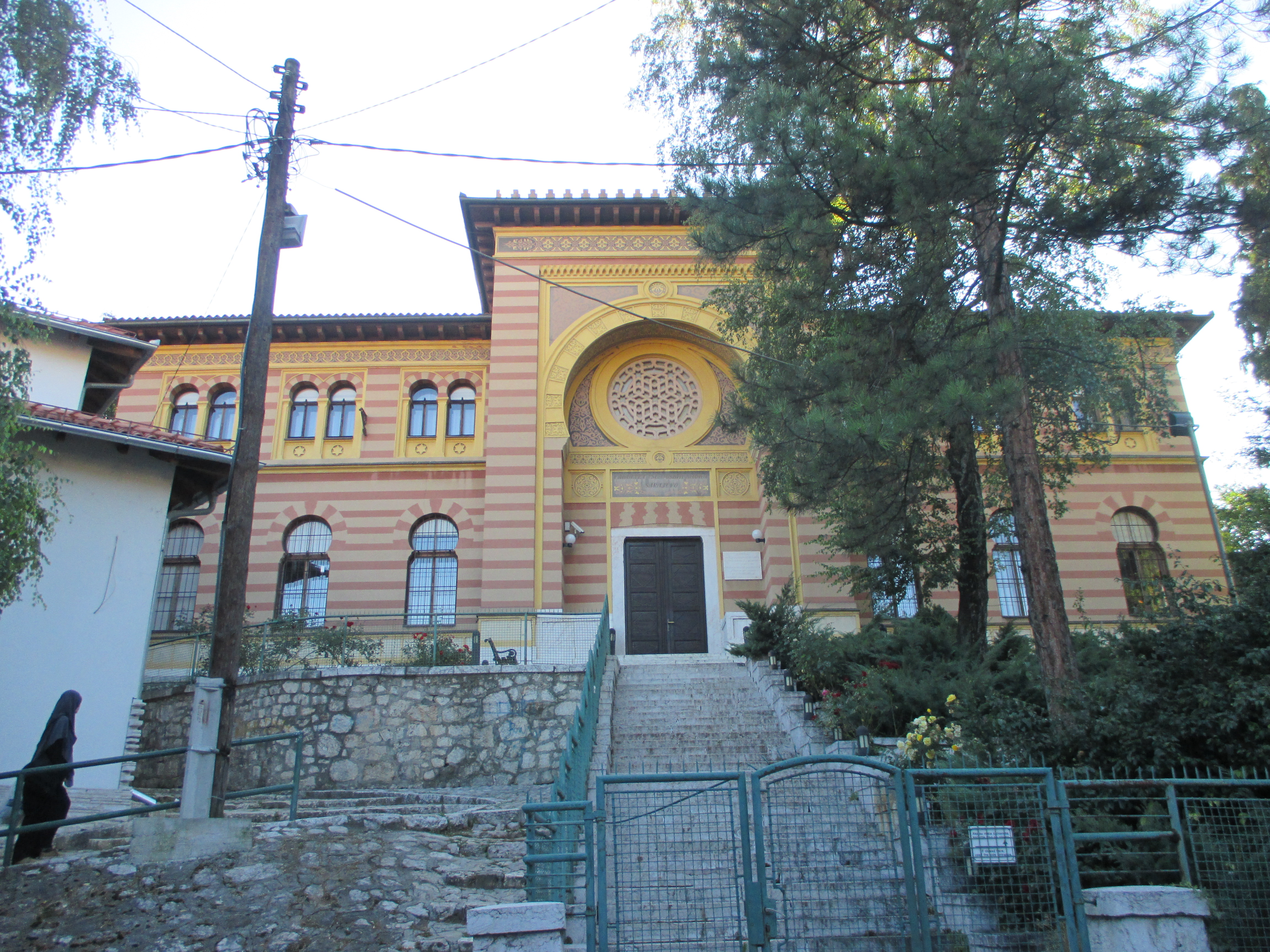
Facoltà di Studi Islamici (1887)
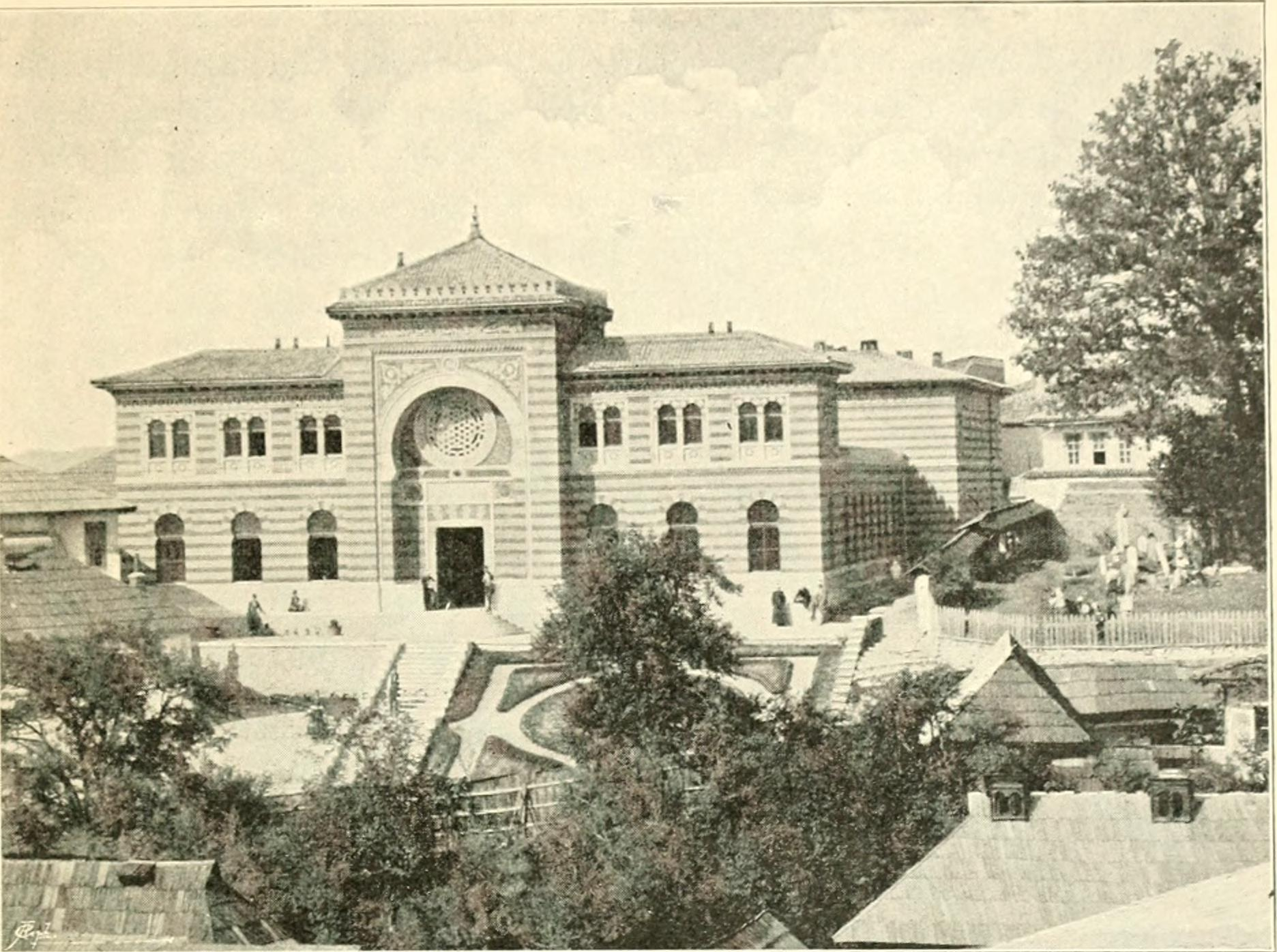
Facoltà di Studi Islamici nel 1897
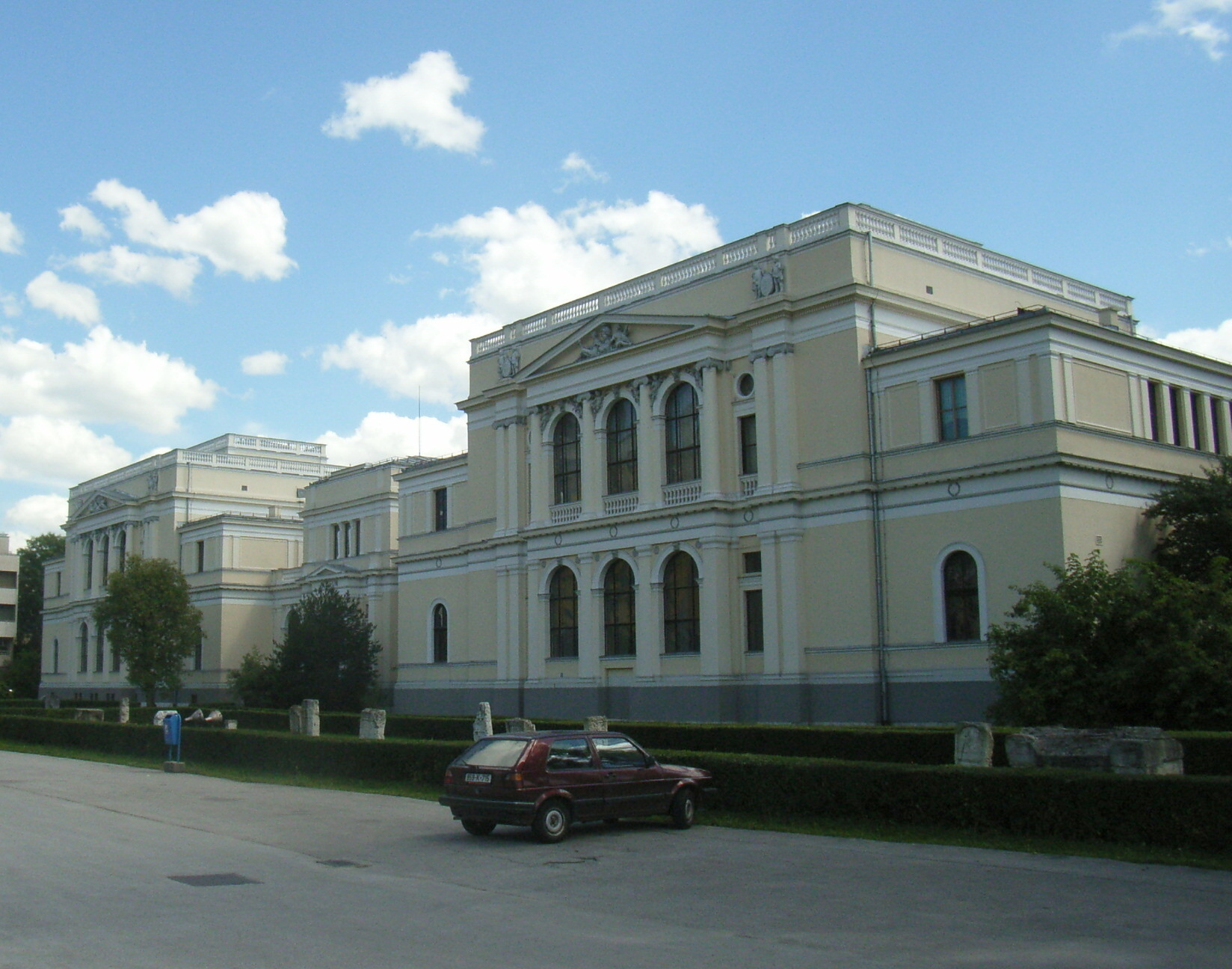
Museo Nazionale (1888)
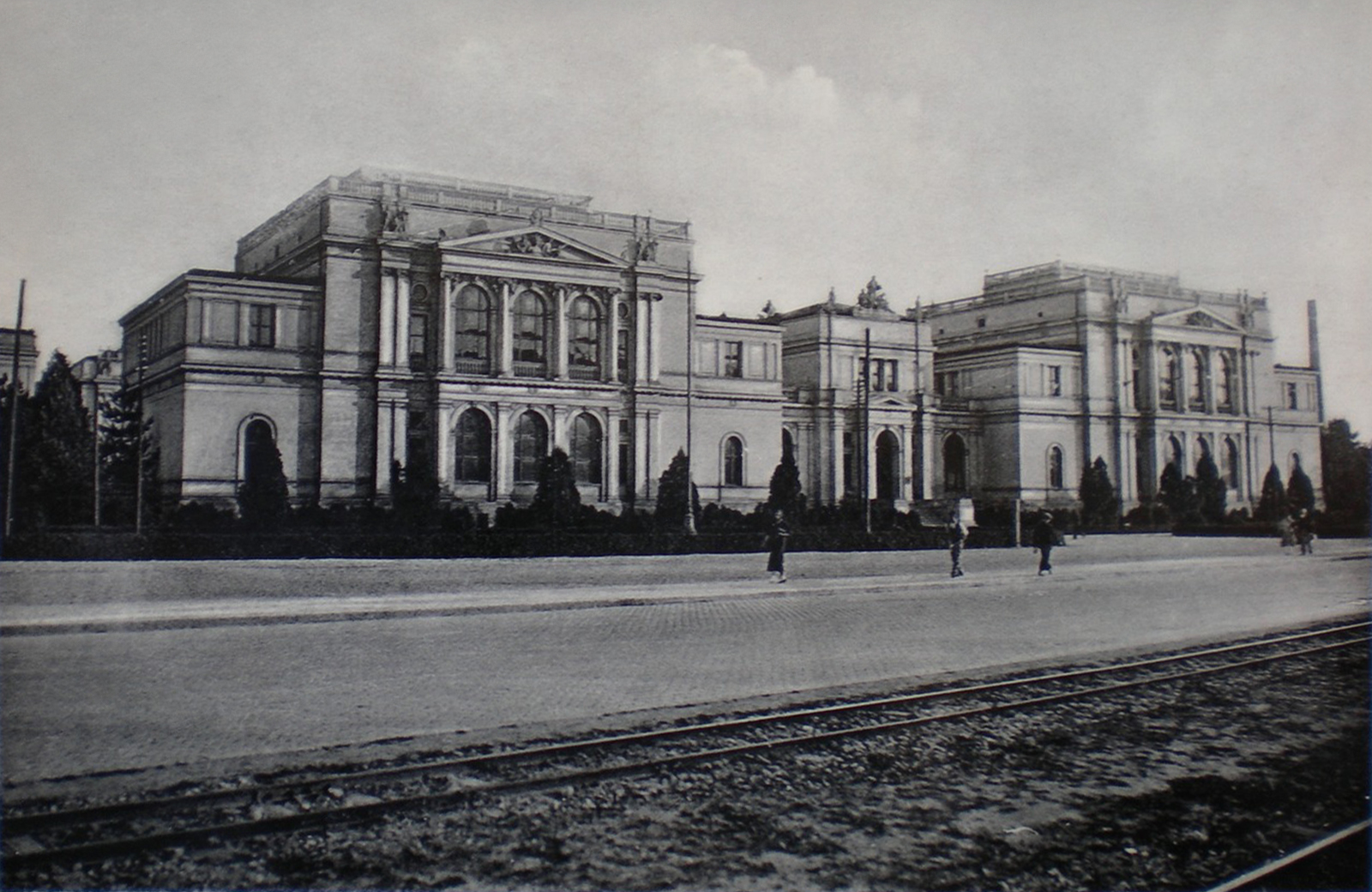
Museo Nazionale nel 1935
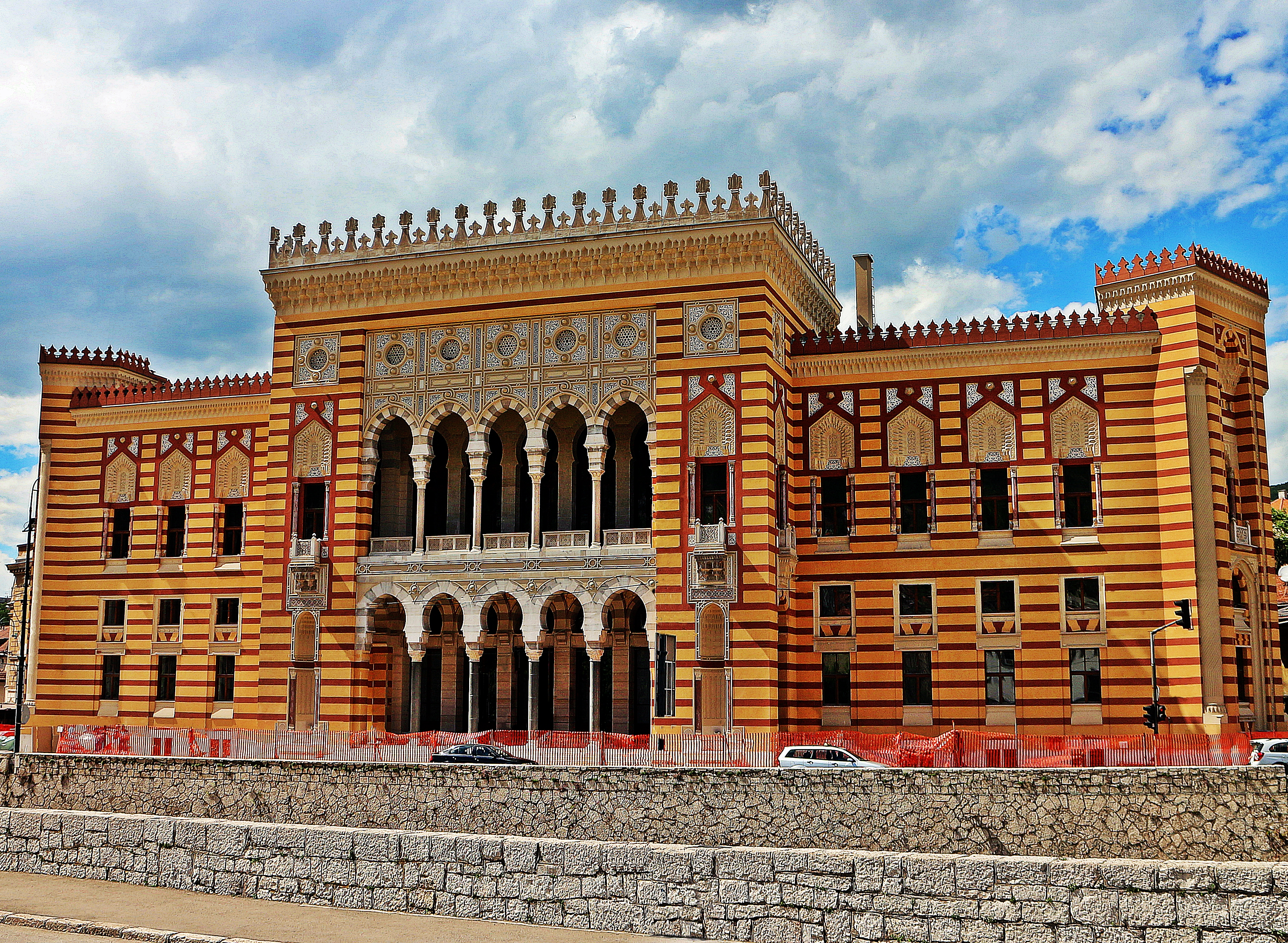
Biblioteca nazionale ed universitaria di Bosnia ed Erzegovina (1891-1896)
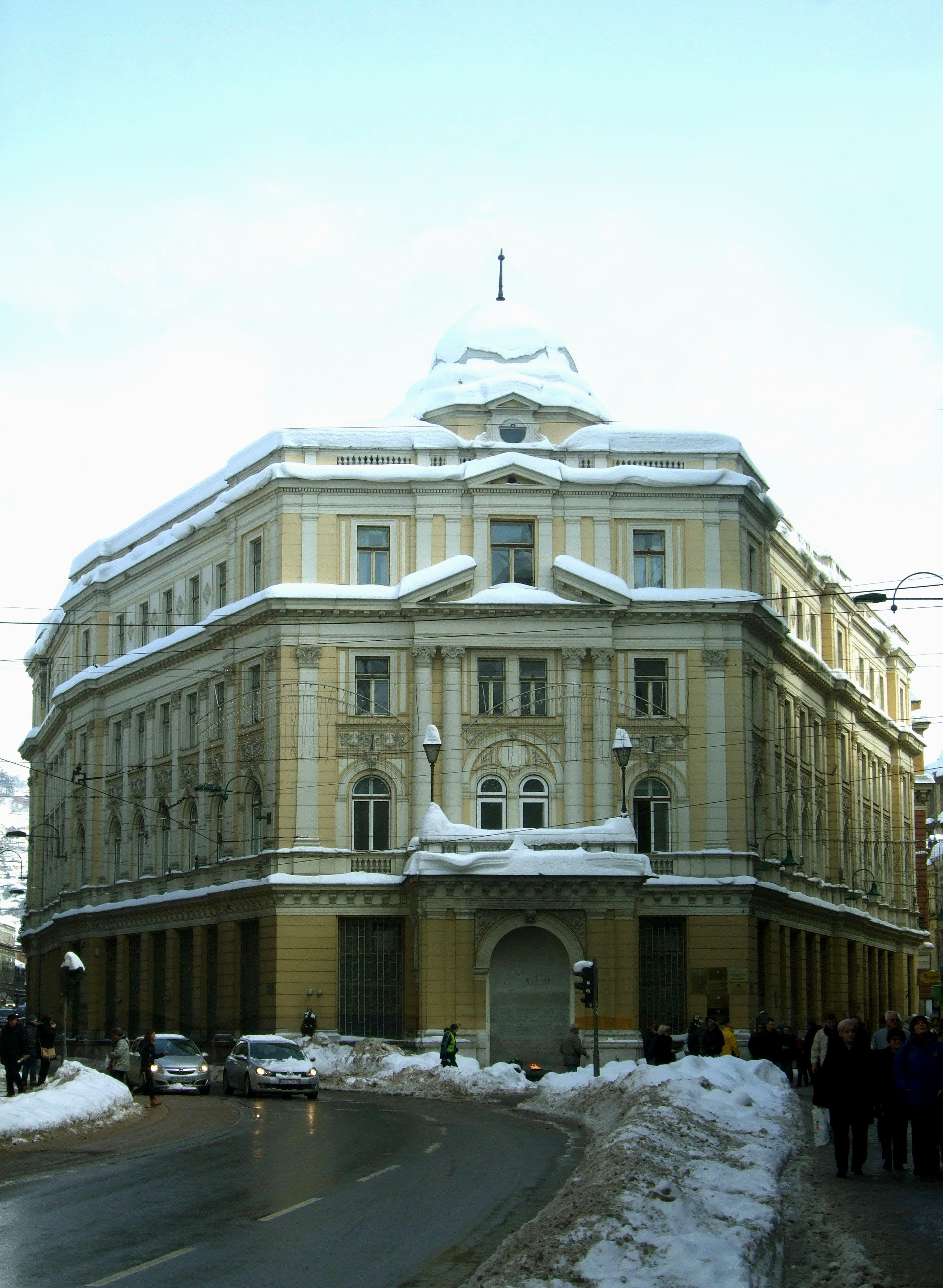
Edificio Landesbank (1893)
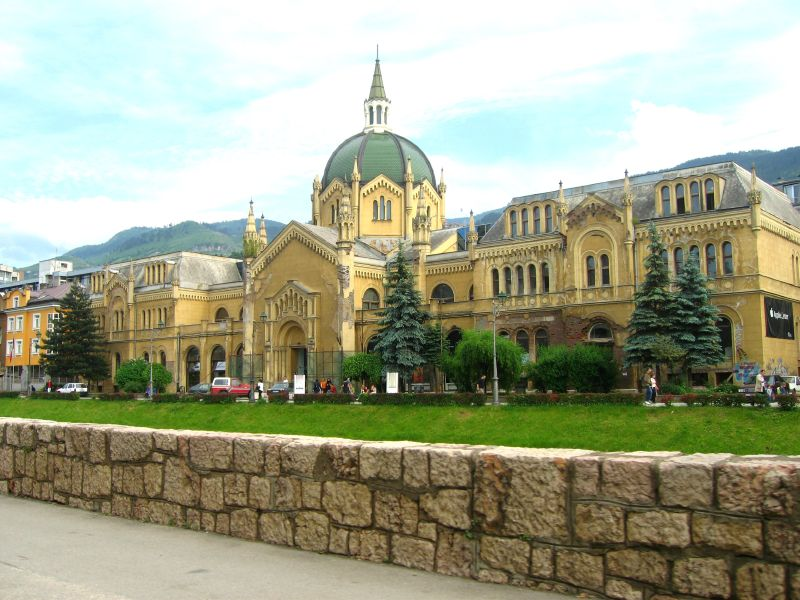
Accademia di Belle Arti, già Chiesa Evangelica (1899)
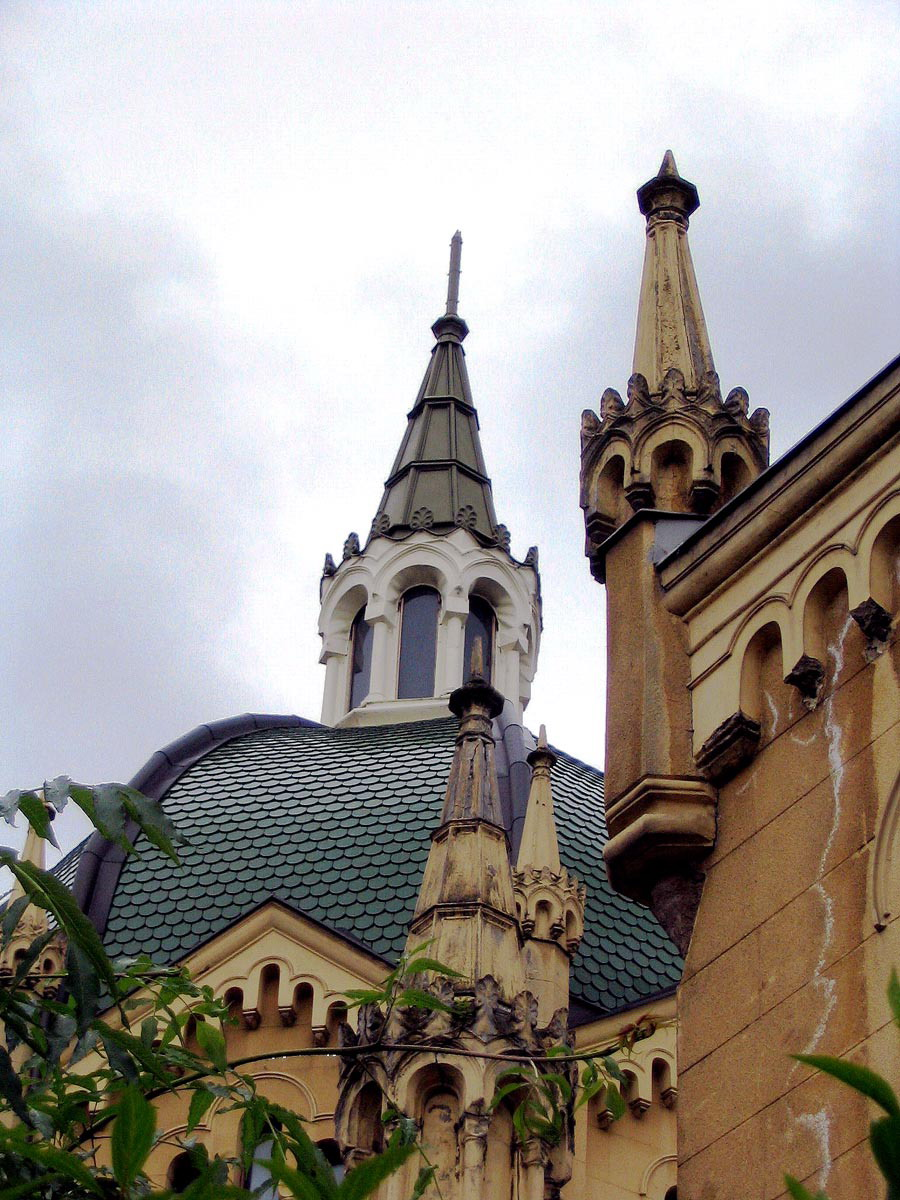
Accademia di Belle Arti, duomo e torri
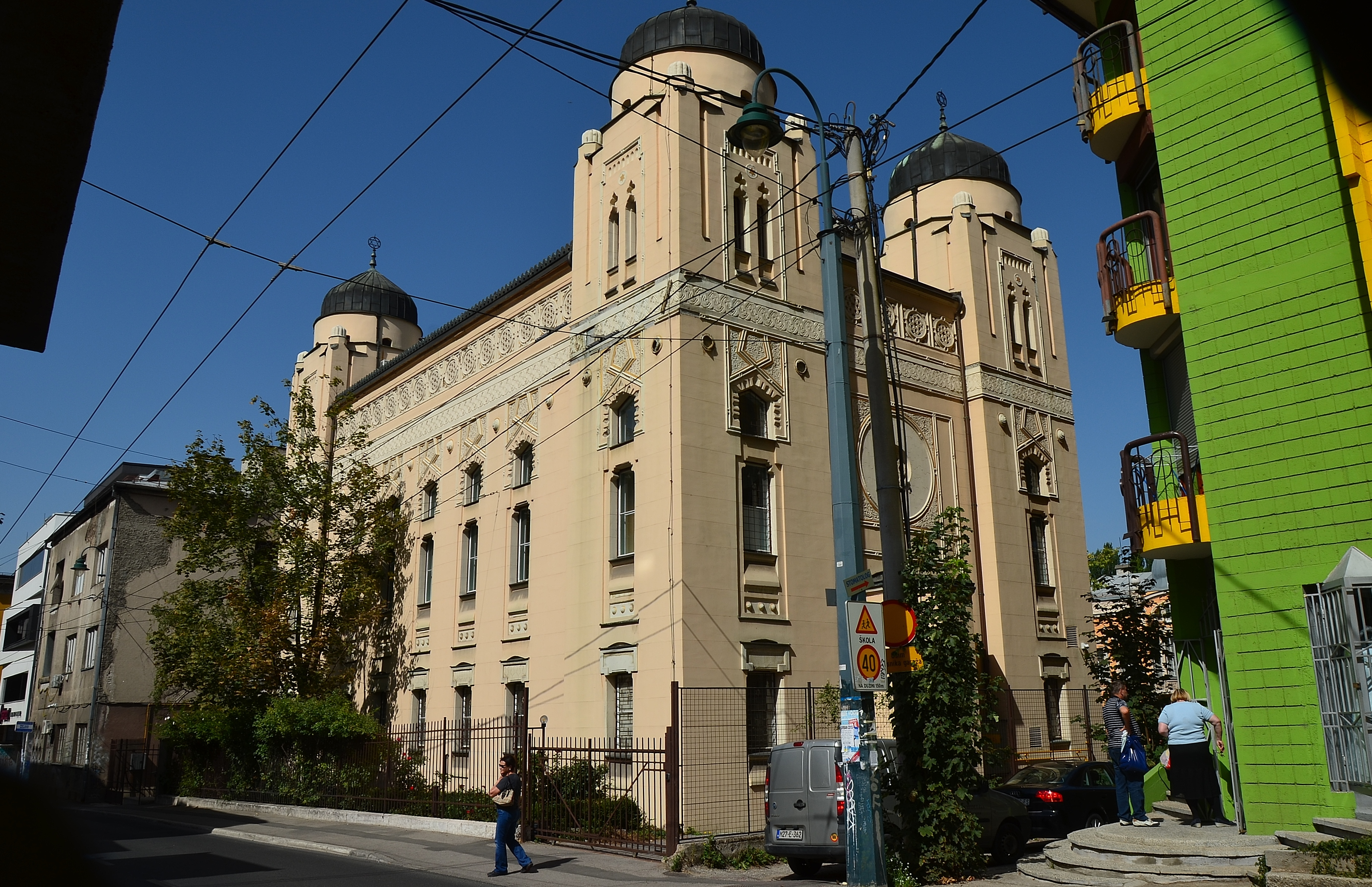
Sinagoga ashkenazita (1902)
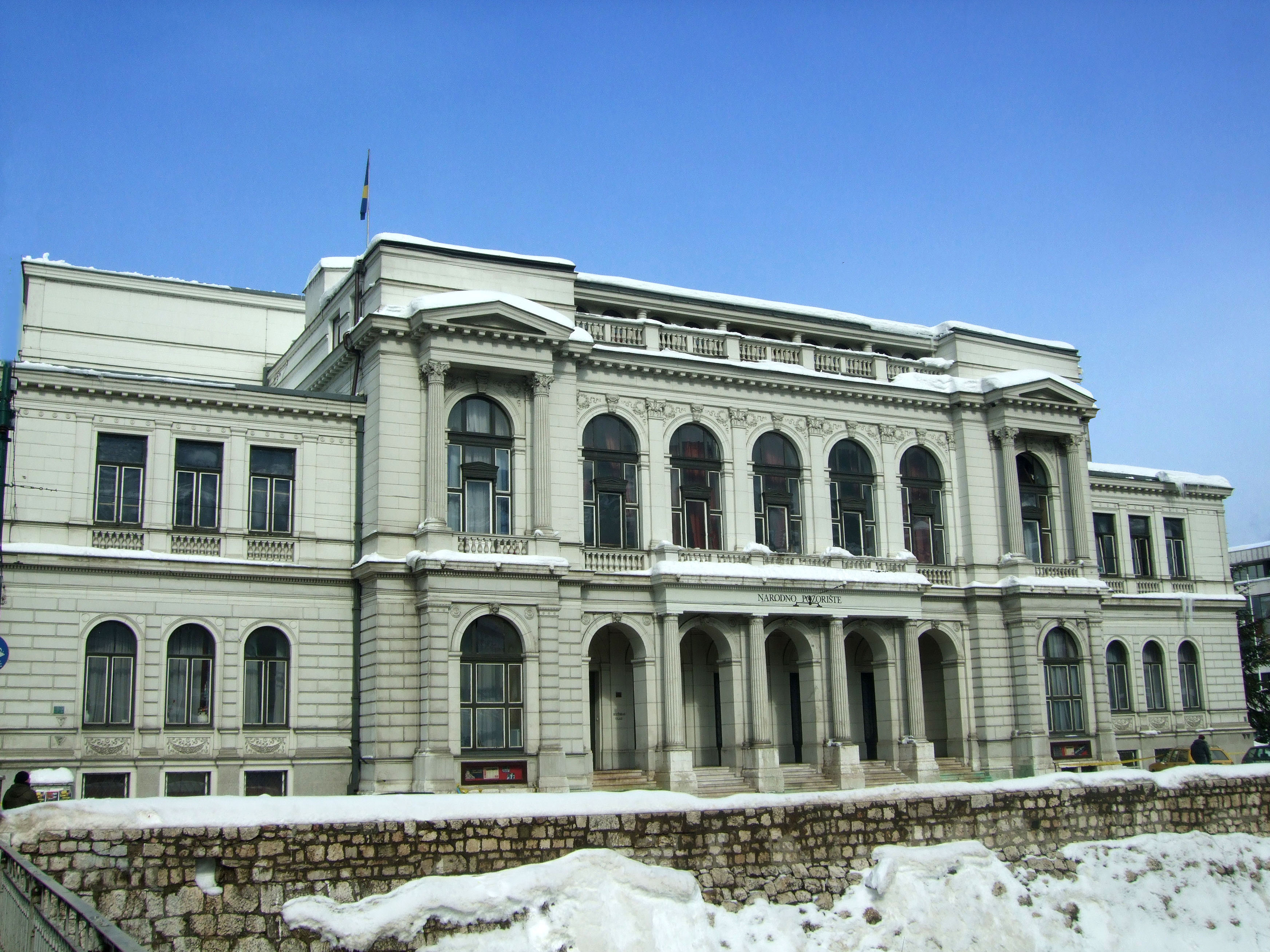
Teatro nazionale (1921)
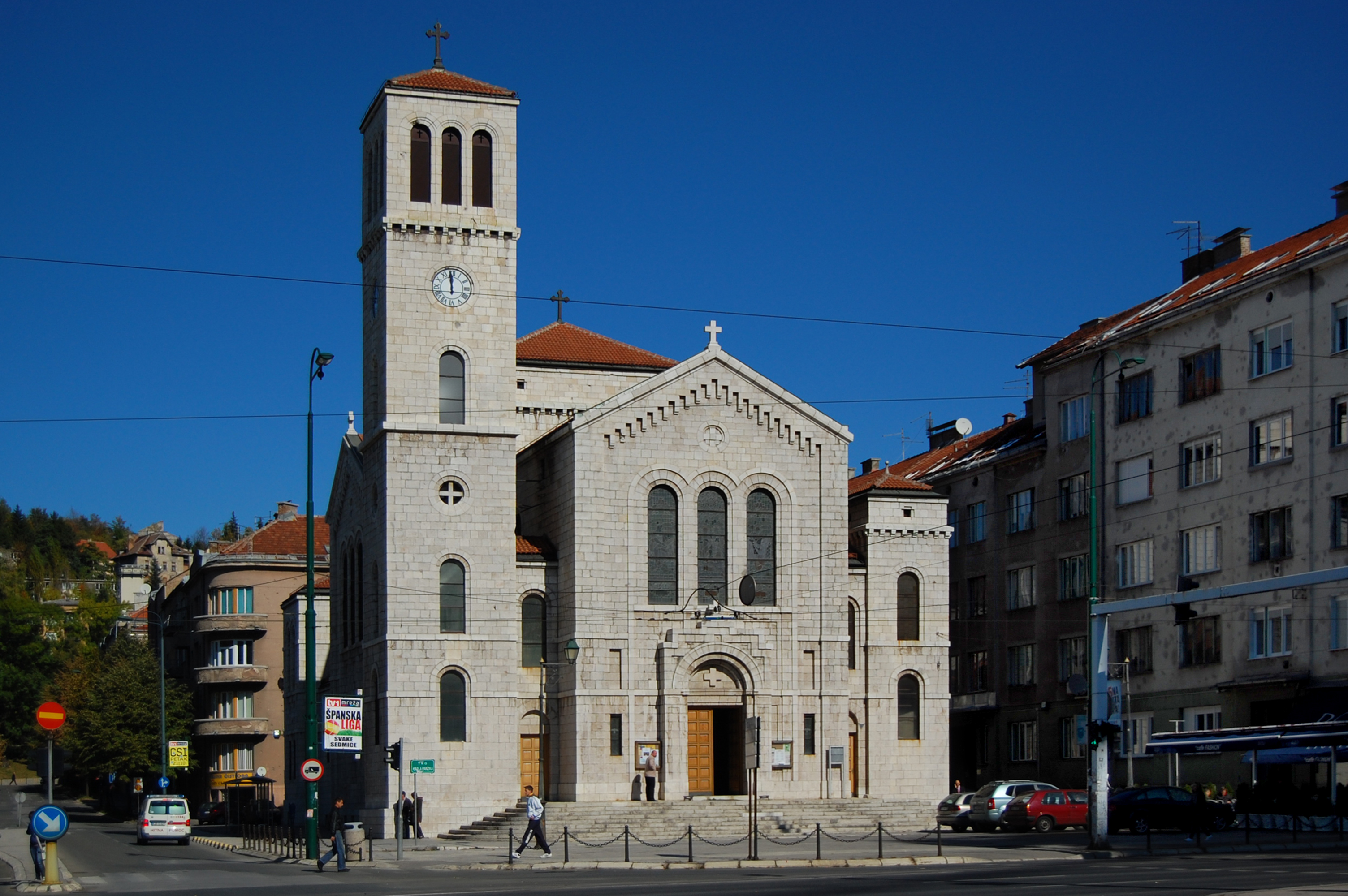
Chiesa di San Giuseppe (Marijn Dvor)